# Nights in White Satin
Nights in White Satin – ballada rockowa zespołu The Moody Blues, wydana w 1967 roku jako singel promujący album Days of Future Passed.

## Powstanie
Piosenkę napisał Justin Hayward, który rok wcześniej dołączył do The Moody Blues. Zdaniem Haywarda piosenka zawiera wiele wątków autobiograficznych, jako że w momencie pisania utworu kończył pewien romans i rozpoczynał kolejny. Pomysł na tytuł artysta zaczerpnął, kiedy ktoś wręczył Haywardowi w prezencie komplet białych satynowych prześcieradeł. Uszczegółowiając, Hayward powiedział, że tekst mówi „o publiczności w Glastonbury, mieszkaniu w Bayswater i ekstazie w godzinie miłości”.
W piosence wykorzystano orkiestralny akompaniament w wykonaniu London Festival Orchestra. Ponadto w pełnej wersji utworu po jego zakończeniu zostaje odczytany wiersz pt. Late Lament. Został on napisany przez perkusistę Graeme’a Edge’a, a przeczytał go klawiszowiec Mike Pinder.

## Wydanie i odbiór
Utwór został pierwotnie wydany jako singel w 1967 roku, zajmując m.in. 19. miejsce na liście UK Singles Chart oraz 103. na liście Hot 100. W 1972 roku ponownie wydano singel z uwagi na popularność długich, melancholijnych piosenek, jak „Hey Jude” czy „Layla”. Wówczas to utwór zajął drugie miejsce na liście Hot 100 i dziewiąte w Wielkiej Brytanii. W 1979 roku wydano singel po raz kolejny, a „Nights in White Satin” zajął wówczas 14. pozycję na brytyjskiej liście przebojów.
| Lista             | Pozycja | Źródło |
| ----------------- | ------- | ------ |
| Austria           | 55      | [ 4 ]  |
| Belgia (Flandria) | 6       | [ 4 ]  |
| Belgia (Walonia)  | 1       | [ 4 ]  |
| Francja           | 95      | [ 4 ]  |
| Holandia          | 1       | [ 4 ]  |
| Irlandia          | 8       | [ 5 ]  |
| Kanada            | 1       | [ 6 ]  |
| Niemcy            | 18      | [ 4 ]  |
| Południowa Afryka | 20      | [ 7 ]  |
| Stany Zjednoczone | 2       | [ 2 ]  |
| Szwajcaria        | 6       | [ 4 ]  |
| Wielka Brytania   | 9       | [ 2 ]  |

## Covery i wykorzystanie
Nagrano kilkadziesiąt coverów piosenki. Dokonali tego m.in. tacy artyści, jak Procol Harum, Eric Burdon, Percy Faith, Nancy Sinatra i Il Divo. Hayward w 2013 roku powiedział, że najbardziej ceni wersję Bettye LaVette.
Utwór wykorzystano w filmie Tima Burtona Mroczne cienie.